# Elasmucha fieberi
Espèce
Elasmucha fieberi est une espèce d'insectes du sous-ordre des hétéroptères (punaises) de la famille des Acanthosomatidae.

## Répartition et habitat
Cette espèce a une répartition eurosibérienne, présente jusqu'en Corée et au Japon. En Europe, elle est absente des îles britanniques.
E. fieberi apprécie les zones forestières. On la trouve principalement sur le bouleau.

## Systématique
Elasmucha fieberi a été décrit pour la première fois par l'entomologiste russe Vasily Evgrafovich Jakovlev (d) en 1864, sous le protonyme de Elasmosthetus fieberi.

### Publication originale
- (ru) V.E. Jakovlev, « Hemiptera of the Volga region fauna », Uchenye Zapiski Kazanskogo Universiteta, Otdelenie Fiziko-Matematicheskikh i Meditsinskikh Nauk, vol. 1,‎ 1864, p. 109-129.